# Щербаково (Мордовия)
 Щербаково  — деревня в Лямбирском районе Мордовии в составе  Пензятского сельского поселения.

## География
Находится на расстоянии примерно 6 километров на северо-запад от города Саранск.

## История
Известна с 1869 года как казенное село из 72 дворов

## Население
Постоянное население составляло 86 человек (татары 98%) в 2002 году, 78 в 2010 году .